# المجاردة
المجاردة هي مدينة سعودية والعاصمة الإدارية لمحافظة المجاردة، التابعة لمنطقة عسير.